# Kamczyk

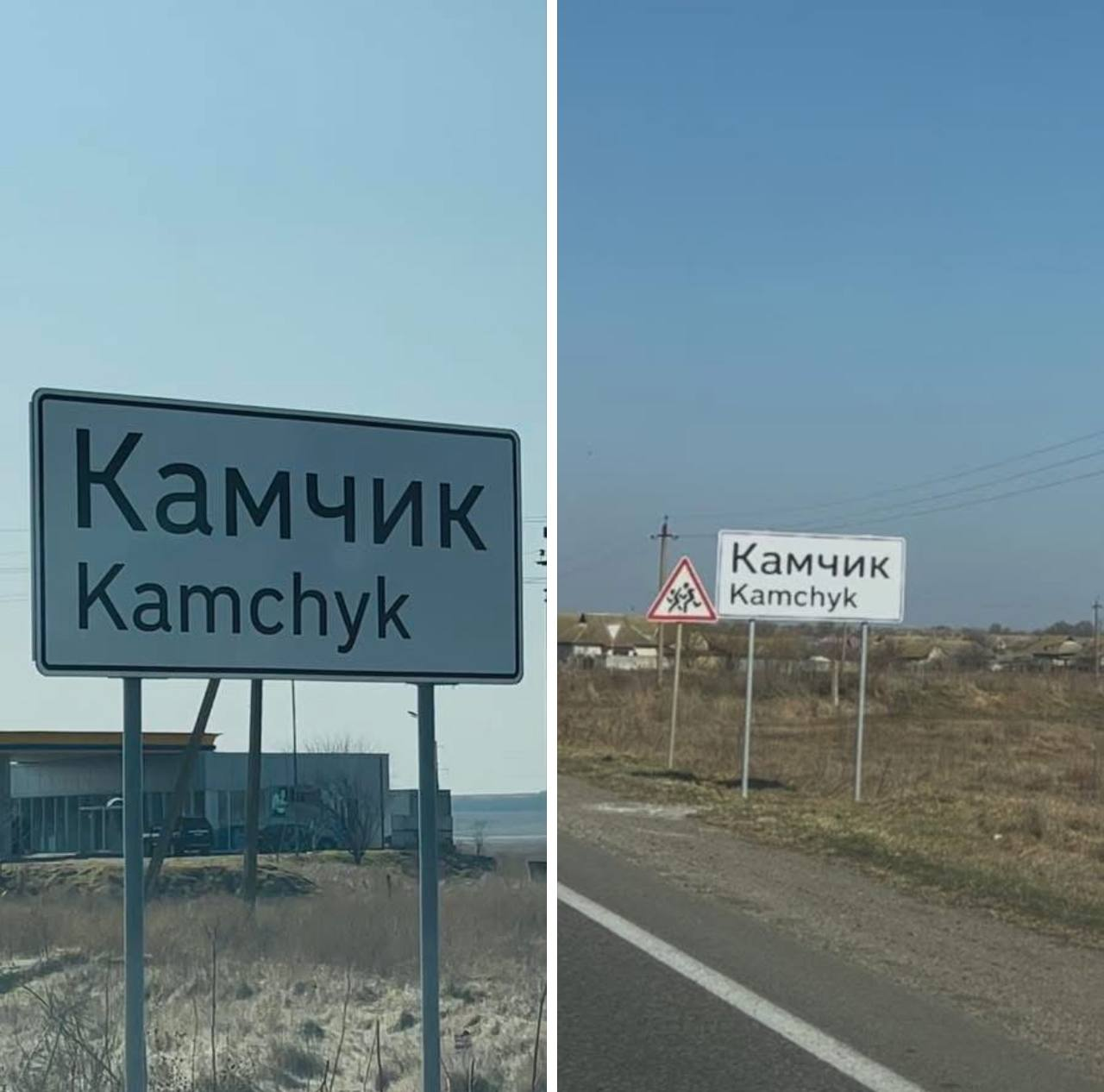
Камчик 2025

Kamczyk (ukr. Камчик;  Kamczyk, ) – wieś na Ukrainie w rejonie białogrodzkim obwodu odeskiego. Miejscowość została założona w 1830 roku i obecnie liczy 5,5 tys. mieszkańców. Według najnowszego spisu ludności 91,4% ludności wsi korzysta z języka bułgarskiego w życiu codziennym.

## Bibliografia

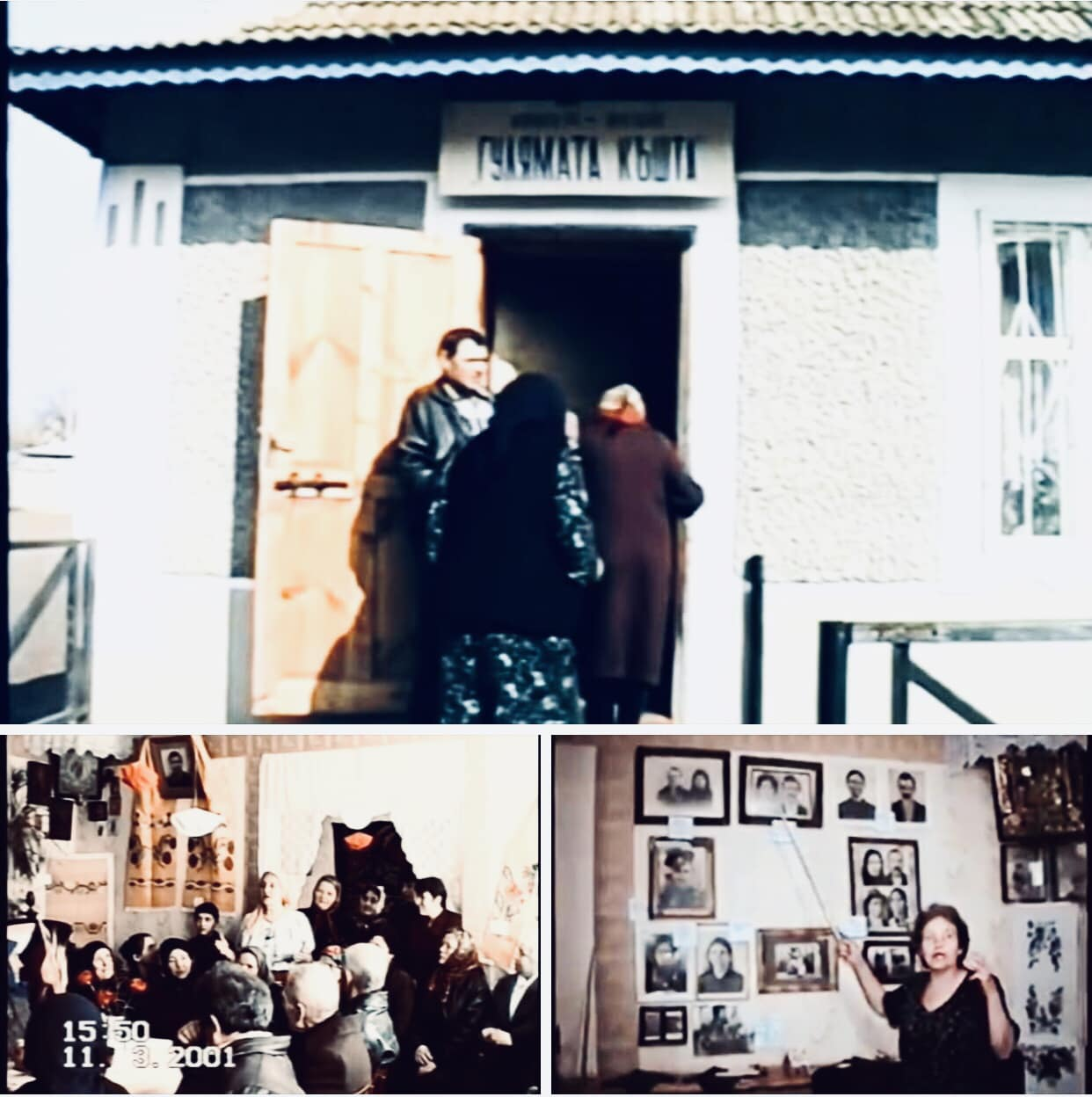
Muzeum „Duży Pokój” ,Kamczik

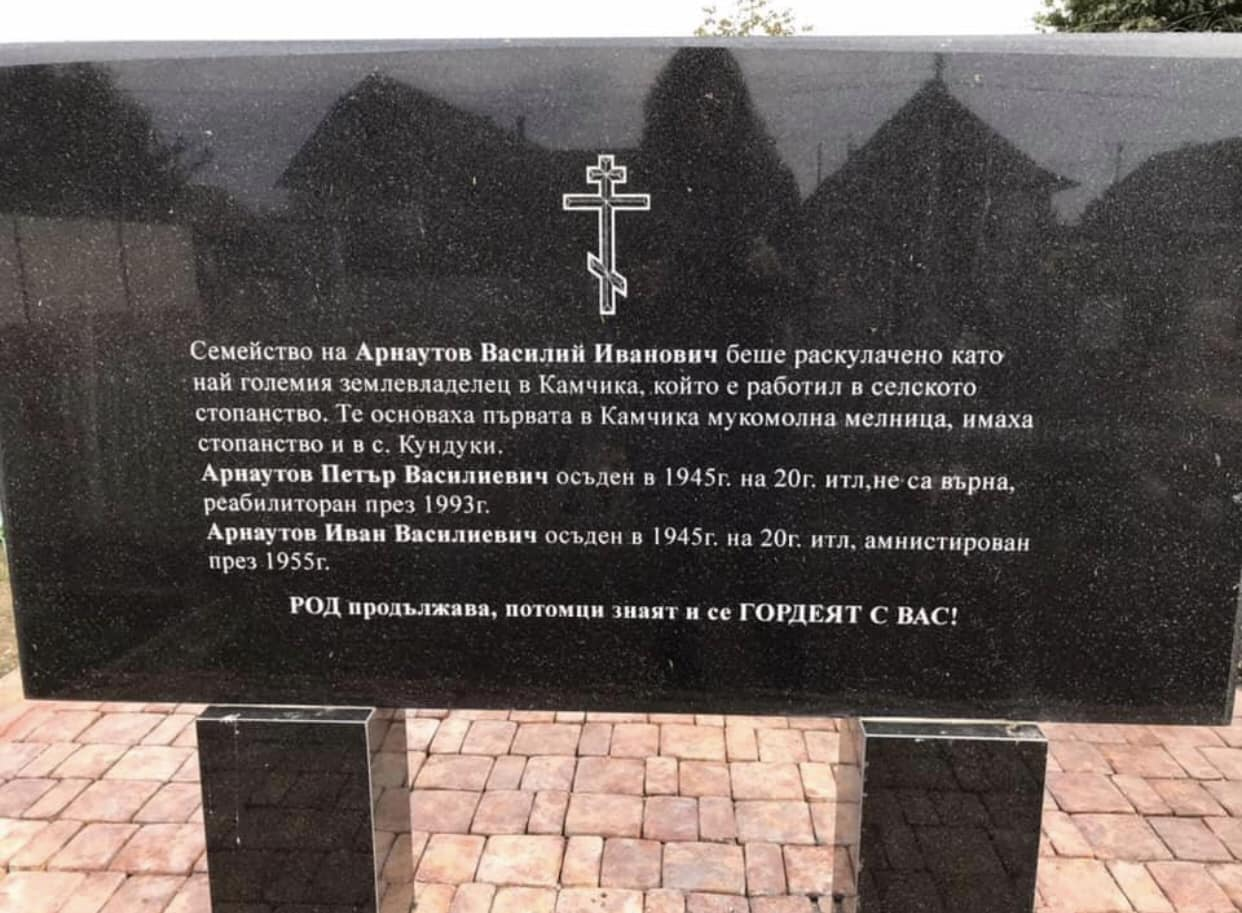

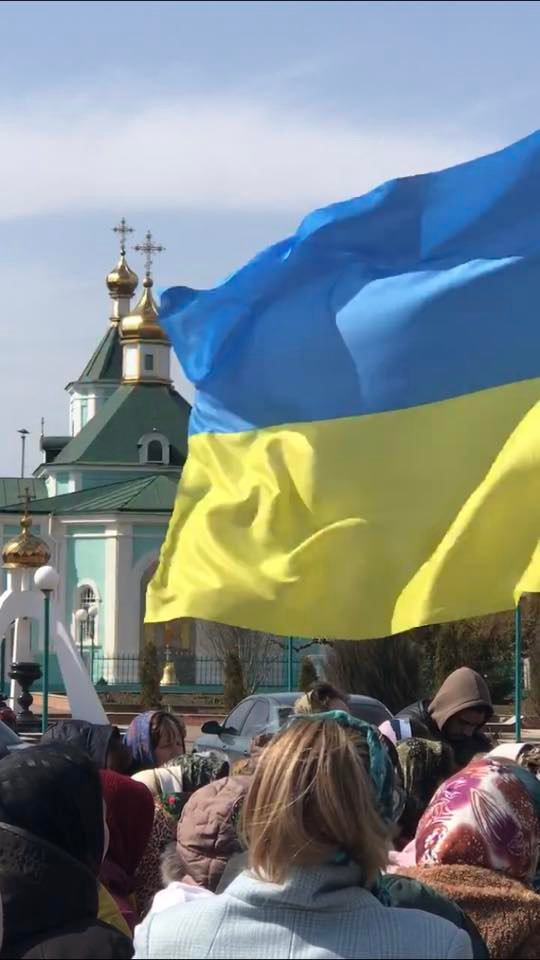
20.03.2022 Kamczik

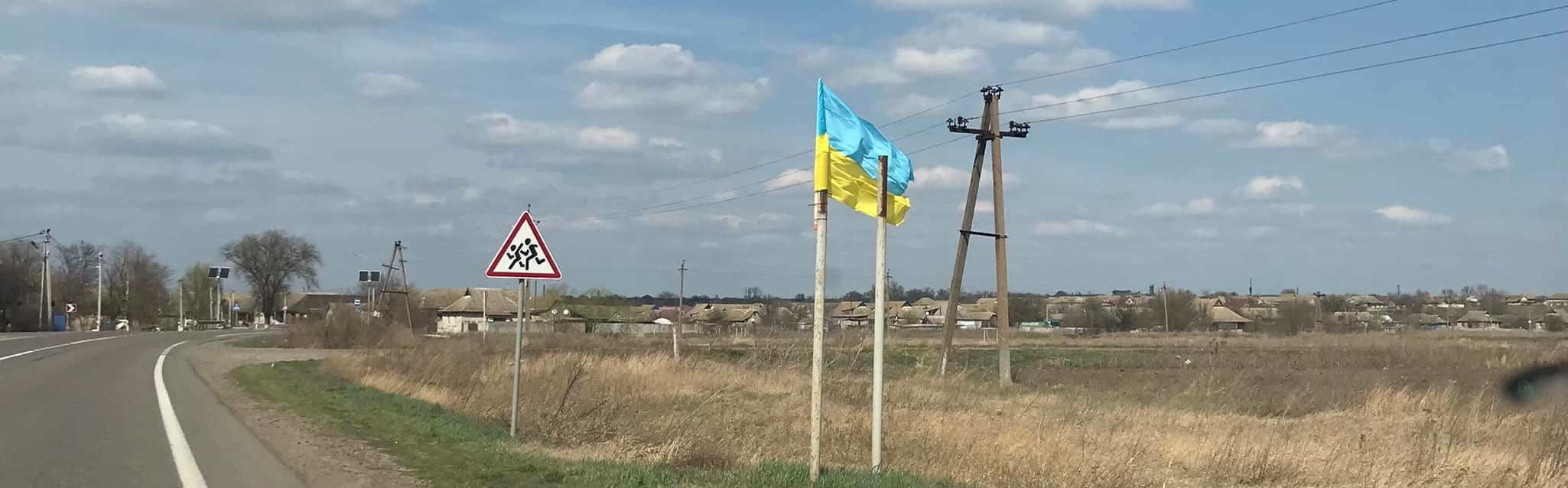
2022 Kamczik

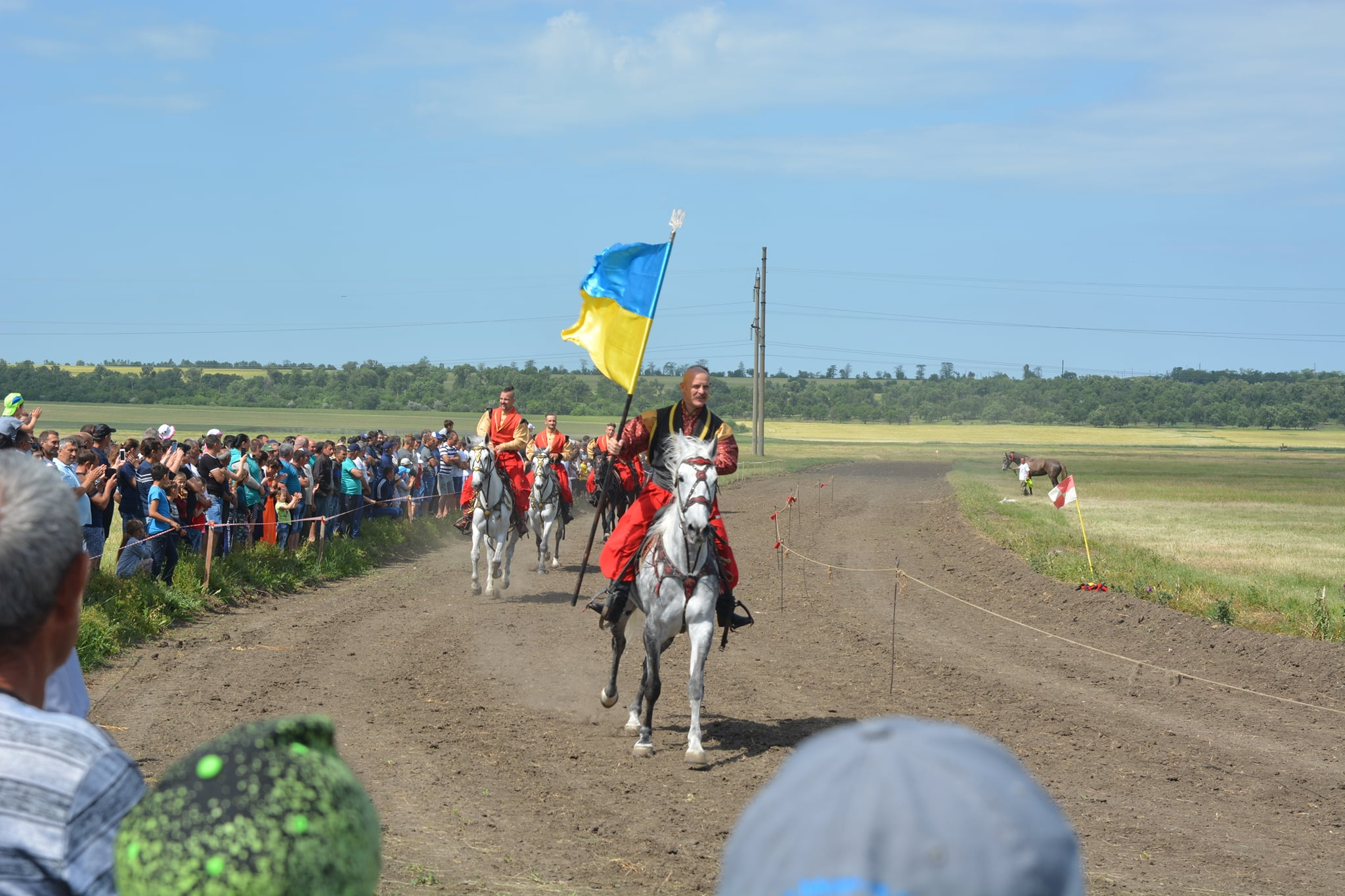
Kamczik, 2018